# Diego Rossi
Diego Martin Rossi Marachlian vagy egyszerűen Diego Rossi (Montevideo, 1998. március 5. –) uruguayi válogatott labdarúgó, az amerikai Columbus Crew csatára.

## Pályafutása

### Klubcsapatokban
A CA Peñarol saját nevelésű labdarúgója és itt lett profi játékos. 2016. április 20-án a Copa Libertadoresban a Sporting Cristal ellen debütált tétmérkőzésen. Négy nappal később a bajnokságban is bemutatkozott góllal a CA Rentistas ellen. 2017. december 14-én az amerikai Los Angeles saját honlapján jelentette be, hogy szerződtették. 2018. január 1-jén csatlakozott a klubhoz. Március 4-én debütált a Seattle Sounders ellen és góljával 1–0-ra nyertek, ez volt a klub történelmének első bajnoki győzelme és gólja.
2021. szeptember 1-jén kölcsönbe került a török Fenerbahçe csapatához a szezon hátralévő részében és vásárlási opciójuk lesz a szerződtetésére.

### A válogatottban
Tagja volt a 2017-es Dél-amerikai U20-as labdarúgó-bajnokságon részt vevő válogatottnak, amely megnyerte a tornát.

## Sikerei, díjai
Peñarol
- Primera División
  - Bajnok (2): 2015–16, 2017

Los Angeles
- MLS
  - Alapszakasz győztes (1): 2019

- CONCACAF-bajnokok ligája
  - Döntős (1): 2020

Fenerbahçe
- Török Kupa
  - Győztes (1): 2022–23

Columbus Crew
- MLS
  - Bajnok (1): 2023

- Leagues Cup
  - Győztes (1): 2024

- Campeones Cup
  - Döntős (1): 2024

- CONCACAF-bajnokok ligája
  - Döntős (1): 2024

Uruguayi U20-as válogatott
- Dél-amerikai U20-as labdarúgó-bajnokság
  - Győztes (1): 2017

Egyéni
- MLS All-Stars: 2019, 2021, 2022, 2023, 2024
- MLS – Gólkirály: 2020 (14 góllal)
- MLS – Az Év Fiatal Játékosa: 2020